# Cephalodasys mahoae
Cephalodasys mahoae is een buikharige uit de familie van de Cephalodasyidae. De wetenschappelijke naam van de soort werd voor het eerst geldig gepubliceerd in 2015 door Yamauchi en Kajihara.